# Lenalidomide
La lenalidomide, nota inizialmente come "CC-5013", è un farmaco derivato dal talidomide, impiegato per il trattamento del mieloma multiplo e delle sindromi mielodisplasiche. Si tratta di un agente immunomodulante, cioè che interferisce sull'attività del sistema immunitario.  Essa blocca lo sviluppo delle cellule tumorali, inibisce l'angiogenesi (la crescita dei vasi sanguigni) e stimola anche particolari cellule del sistema immunitario ad attaccare le cellule tumorali.
In vitro, la lenalidomide ha tre attività principali: favorisce l'apoptosi delle cellule tumorali (effetto citotossico diretto), inibisce il microambiente che sostiene lo sviluppo e la sopravvivenza delle cellule tumorali attraverso un effetto anti-angiogenico e anti-osteoclastogenico (effetto citotossico indiretto), e modifica l'attività del sistema immunitario stimolando alcune cellule ad attaccare (effetto immunomodulante). Questo ampio spettro di attività viene sfruttato per trattare diversi tipi di neoplasie ematologiche e neoplasie solide.

## Utilizzo nel mieloma multiplo
Il mieloma multiplo è una malattia a carattere maligno, caratterizzata dall'abnorme proliferazione di plasmacellule. La lenalidomide, rispetto alla molecola sua progenitrice (talidomide), è 50 000 volte più efficace nell'inibire il TNF-α e presenta una minor incidenza di effetti collaterali. In uno studio clinico di fase III, è stata dimostrata la superiorità di un'associazione lenalidomide-desametasone rispetto al desametasone usato da solo, che rappresentava fino a pochi anni fa la terapia di scelta nel mieloma.

## Utilizzo nelle sindromi mielodisplasiche
La lenalidomide si è rivelata efficace soprattutto nei pazienti con sindrome mielodisplasica classificata a basso rischio o a rischio intermedio-1 che presentavano una delezione 5q associata o meno ad altre anomalie citogenetiche. In uno studio su pazienti di questa categoria, trattati con sola lenalidomide, si è ottenuto un miglioramento dell'emopoiesi e una minor necessità di ricorso alla terapia emotrasfusionale per il 63.8% dei casi.
L'Agenzia italiana del farmaco ne ha approvato l'uso con questa indicazione con un documento emesso in data 31 ottobre 2008.

## Utilizzo nei tumori solidi
Attualmente si stanno conducendo studi clinici per testare la lenalidomide nel trattamento del linfoma di Hodgkin refrattario alle terapie convenzionali.

## Effetti indesiderati
Gli effetti indesiderati più comuni, osservati in più del 10% dei pazienti che hanno assunto lenalidomide, sono neutropenia (diminuzione del numero dei leucociti neutrofili), astenia, costipazione, crampi muscolari, trombocitopenia (diminuzione del numero delle piastrine), anemia (diminuzione del numero di globuli rossi), diarrea, eruzioni cutanee.
Effetto meno comune ma più pericoloso è, come nel caso della talidomide, la trombosi venosa profonda che può condurre a embolia polmonare. È stato rilevato che questa complicanza si verifica più frequentemente quando la lenalidomide viene usata in associazione ad alte dosi di desametasone, o a melphalan o a doxorubicina. La mediana di incidenza di questa complicanza è intorno al 14%, ma tale percentuale può essere ridotta al 10% se il paziente viene sottoposto a profilassi con agenti antiaggreganti come l'acido acetilsalicilico.
Poiché la lenalidomide è un derivato della talidomide, la cui azione teratogena è nota, il suo utilizzo è strettamente vietato in gravidanza e non può essere assunto da donne in età fertile, a meno che non prendano tutte le misure necessarie per evitare la gravidanza prima, durante e poco dopo aver terminato la terapia.